# Fat Tree

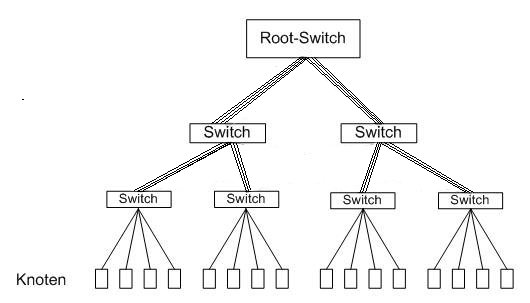
Fat-Tree-Topologie

Fat Tree bezeichnet eine vor allem im Bereich der Computercluster eingesetzte Netzwerktopologie. Abgeleitet ist diese Topologie von einem binären Baum, jedoch bieten in der Fat-Tree-Topologie die näher am Root liegenden Leitungen eine höhere Bandbreite. Dies ist im nebenstehenden Bild durch dickere Verbindungen gekennzeichnet. 
Außerdem erkennt man, dass die Vermaschung auf der zweiten Ebene dichter ist als in der letzten Ebene zu den Knoten. Der Vorteil liegt darin, dass die Kommunikation zwischen den am 1. und 3. Switch der untersten Ebene hängenden Knoten nicht bis hoch zum Root-Switch laufen muss. So bietet Fat Tree eine hohe Bisektionsbandbreite.
Die beim Hochleistungsrechnen anfallende, je nach Anwendung enorme Netzwerklast kann so gut bewältigt werden.